# فینک ۱۰۸۹۱
سیارک ۱۰۸۹۱ (به انگلیسی: 10891 Fink، نامگذاری:1997QR3) ده هزار و هشتصد و نود و یکمین سیارک کشف شده‌است که در ۳۰ اوت ۱۹۹۷ کشف شد.
قدر مطلق سیارک برابر ۸.۹ است.